# Руби (аэропорт)
Аэропорт Руби (англ. Ruby Airport), (ИАТА: RBY, ИКАО: PARY, FAA LID: RBY) — государственный гражданский аэропорт, расположенный в 1,85 километрах к юго-востоку от центрального делового района города Руби (Аляска), США.

## Инфраструктура
Аэропорт Руби находится на высоте 201 метр над уровнем моря и эксплуатирует одну взлётно-посадочную полосу:
- 3/21 размерами 1219 х 30 метров с гравийным покрытием.